# بییاساراسینو
بییاساراسینو (به اسپانیایی: Villasarracino) یک شهرستان در اسپانیا است که در استان پالنسیا واقع شده‌است.

## خصوصیات
بییاساراسینو ۲۰ کیلومترمربع مساحت و ۲۲۵ نفر جمعیت دارد.